# Cantheschenia longipinnis
Cantheschenia longipinnis és una espècie de peix de la família dels monacàntids i de l'ordre dels tetraodontiformes.

## Morfologia
- Els mascles poden assolir 14,5 cm de longitud total.[4][5]

## Hàbitat
És un peix marí, de clima subtropical i demersal.

## Distribució geogràfica
Es troba a Austràlia (incloent-hi l'Illa de Lord Howe i l'Illa Norfolk).

## Observacions
És inofensiu per als humans.